# Шрейбер, Иван Петрович
Иван Петрович Шрейбер (1794—1861) — генерал-лейтенант, окружной генерал 6-го округа внутренней стражи.

## Биография
Иван Шрейбер родился в 1794 г. и происходил из дворян Казанской губернии. Воспитывался в 1-м кадетском корпусе, по окончании которого в марте 1812 г. был произведён в прапорщики и отправлен в собранную на западной границе армию.
В Отечественную войну Шрейбер участвовал в целом ряде небольших схваток и боёв с неприятелем и, кроме того, в сражениях под Смоленском, при Бородине, при Тарутине и Малоярославце, за отличие в которых был произведён в подпоручики и награждён орденом св. Владимира 4-й степени.
В кампанию следующего года, тоже за отличие в целом ряде сражений, был произведён в поручики, а за бой 7 октября под Лейпцигом, когда был ранен пулей в левую ногу, получил орден св. Анны 3-й степени. Пролежав 7 месяцев в госпиталях, Шрейбер возвратился в строй и вскоре принял участие в походе 1815 года.
Быстро повышаясь по службе, Шрейбер в 1831 г. был уже полковником и командиром 13-го егерского полка, с которым и принял участие в подавлении первого польского восстания. В эту кампанию ему пришлось сражаться под Брест-Литовском, затем участвовать в преследовании корпуса Ромарино от Брест-Литовска до австрийской границы, в обложении и занятии крепости Модлина и других делах с поляками, причем ему со своим полком пришлось однажды подвергнуться нападению целого польского корпуса и под его напором отступать несколько десятков верст, что было исполнено в полном порядке и почти без потерь.
В 1848 г., уже в чине генерал-лейтенанта, Шрейберу поручено было подробно осмотреть укрепления Оренбургского края и произвести инспекторский смотр тамошним гарнизонам. В течение четырех месяцев по страшной жаре беспрерывно разъезжая по киргизским степям, Шрейбер, в точности выполнил возложенное на него поручение, несмотря на беспрестанные беспокойства киргизов, которые тысячами вились около небольшого отряда, составлявшего охрану Шрейбера.
Назначенный в 1852 г. окружным генералом 6-го округа внутренней стражи, Шрейбер прослужил в этой должности еще шесть лет и лишь в 1858 г., после почти полувековой службы в офицерских чинах, вышел в отставку. С тех пор до самой смерти он жил в Смоленске, где и скончался 24 апреля 1861 г., на 68 году от рождения.
Среди прочих наград имел орден св. Георгия 4-й степени, полученный им 11 декабря 1840 года за беспорочную выслугу 25 лет в офицерских чинах (№ 6182 по списку Григоровича — Степанова).